# 响水县站
响水县站，是连盐铁路沿线的一个县级车站，位于江苏省响水县双港镇老舍中心社区。车站里程为331km884m，上行（连云港方向）车站为田楼站，下行（盐城方向）车站为滨海港站。